# Високотемпературний газоохолоджувальний реактор

Схема високотемпературного ядерного реактора.

Високотемпературний газоохолоджуваний реактор (HTGR) — це ядерний реактор, у якому використовується графітовий сповільнювач з одноразовим урановим паливним циклом. HTGR — це тип високотемпературного реактора (HTR), який концептуально може мати температуру на виході 750 °C (1 380 °F). Активна зона реактора може бути або «призматичним блоком» (що нагадує звичайну активну зону реактора), або активною зоною «галькового шару». Високі температури дають змогу застосовувати такі технології, як технологічне тепло або виробництво водню за допомогою термохімічного сірко-йодного циклу.
HTR є попередником дуже високотемпературного реактора (VHTR), однієї з майбутніх моделей реакторів покоління IV, який спочатку працюватиме з температурами від 750 до 950 °C.

## Огляд

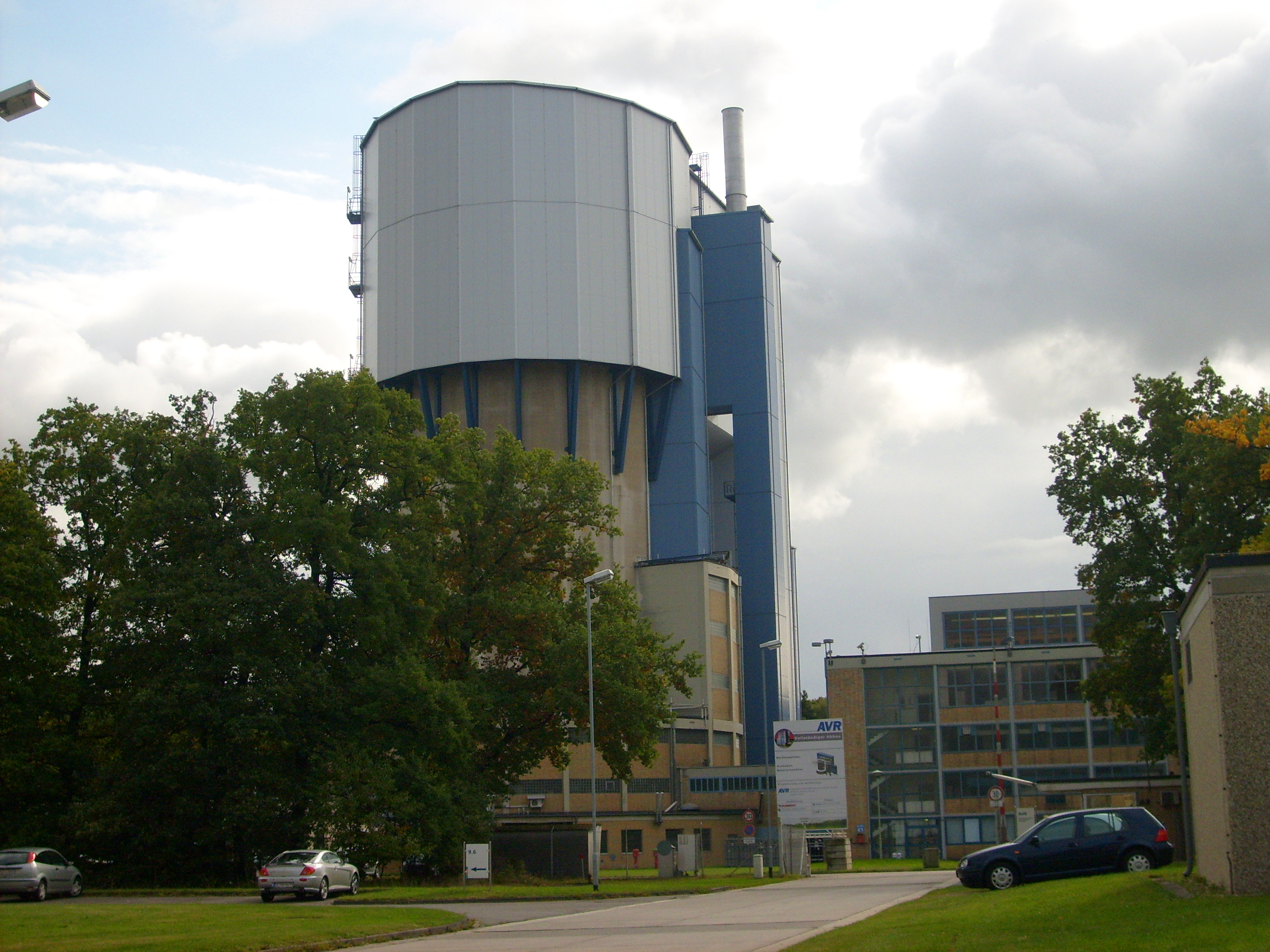
AVR в Німеччині.

HTGR — це тип високотемпературного реактора, який концептуально може досягати високих температур на виході (до 750 °C).
Існує два основних типи HTGR: реактори з гальковим шаром (PBR) і призматичні блокові реактори (PMR). Призматичний блочний реактор відноситься до призматичної блочної конфігурації серцевини, у якій шестикутні графітові блоки складені так, щоб вони містилися в циліндричному резервуарі під тиском . Конструкція реактора з гальковим шаром (PBR) складається з палива у формі гальки, складеного разом у циліндричному резервуарі під тиском, схожому на машину для виготовлення гумкових кульок. Обидва реактори можуть мати паливо, розташоване в кільцевому просторі з графітовим центральним шпилем, залежно від конструкції та бажаної потужності реактора.

## Історія
Конструкція HTGR була вперше запропонована співробітниками Power Pile Division лабораторій Клінтона (тепер відомої як Національна лабораторія Оук-Ріджа) у 1947 році Професор Рудольф Шультен з Німеччини також відіграв певну роль у розвитку протягом 1950-х років. Під час роботи в General Atomics Пітер Фортеск’ю був керівником групи, відповідальної за початкову розробку високотемпературного газоохолоджуваного реактора (HTGR), а також системи швидкого газового охолоджуваного реактора (GCFR).
Реактор Peach Bottom блоку 1 у Сполучених Штатах був першим HTGR, який виробляв електроенергію, і робив це дуже успішно, працюючи з 1966 по 1974 рік як демонстрація технології. Генеруюча станція Fort St. Vrain була одним із прикладів цього проекту, який працював як HTGR з 1979 по 1989 рік. Хоча реактор мав деякі проблеми, які призвели до його виведення з експлуатації через економічні фактори, він послужив доказом концепції HTGR у Сполучених Штатах (хоча з тих пір там не було розроблено нових комерційних HTGR). 
Експериментальні HTGR також існували у Сполученому Королівстві (реактор Dragon) і Німеччині (реактор AVR і THTR-300), і в даний час існують в Японії (високотемпературний інженерний випробувальний реактор з використанням призматичного палива потужністю 30 МВт) і Китаї (HTR-10, галькова конструкція з генерацією 10 МВт). Станом на 2021 рік у Китаї запрацювали два повномасштабних HTGR з гальковим шаром, реактори HTR-PM, кожен з яких має 100 МВт електроенергії.

## Конструкція ядерного реактора

### Сповільнювач нейтронів
Сповільнювачем нейтронів є графіт, хоча конфігурація активної зони реактора з графітових призматичних блоків чи графітових камінчиків залежить від конструкції HTGR.

### Ядерне паливо
Паливо, що використовується в HTGR, — це частки палива з покриттям, такі як частинки палива TRISO. Паливні частинки з покриттям мають паливні ядра, зазвичай зроблені з діоксиду урану, однак також можливі карбід урану або оксикарбід урану. Оксикарбід урану поєднує карбід урану з діоксидом урану, щоб зменшити стехіометрію кисню. Менший вміст кисню може знизити внутрішній тиск у частинках TRISO, викликаний утворенням монооксиду вуглецю через окислення пористого шару вуглецю в частинці. Частинки TRISO або диспергуються в гальці для дизайну галькового дна, або формуються у компакти/стрижні, які потім вставляють у шестикутні графітові блоки. Концепція палива QUADRISO, розроблена в Аргоннській національній лабораторії, була використана для кращого управління надлишковою реактивністю.

### Охолоджуюча рідина

#### Гелій
Гелій був теплоносієм, який використовується в більшості HTGR на сьогоднішній день, а пікова температура та потужність залежать від конструкції реактора. Гелій є інертним газом, тому він, як правило, не вступає в хімічну реакцію з будь-яким матеріалом. Крім того, вплив нейтронного випромінювання на гелій не робить його радіоактивним, на відміну від більшості інших можливих охолоджувачів.

#### Розплавлена сіль
Варіант із охолодженням розплавленої солі, LS-VHTR, схожий на конструкцію вдосконаленого високотемпературного реактора (AHTR), використовує рідку фтористу сіль для охолодження в гальковому ядрі. Він має багато спільних функцій зі стандартною конструкцією VHTR, але використовує розплавлену сіль як охолоджувач замість гелію. Галькове паливо плаває в солі, і, таким чином, камінці впорскуються в потік охолоджувача, який переноситься на дно галькового шару, а потім видаляється з верхньої частини шару для рециркуляції. LS-VHTR має багато привабливих особливостей, зокрема: здатність працювати при високих температурах (точка кипіння більшості розплавлених солей, які розглядаються, становить > 1400 °C), роботу при низькому тиску, високу щільність потужності, кращу ефективність електричного перетворення, ніж VHTR з гелієвим охолодженням, що працює в аналогічних умовах, пасивні системи безпеки та краще утримання продуктів поділу в разі аварії.

### Контроль
У призматичних конструкціях керуючі стрижні вставляються в отвори, вирізані в графітових блоках, з яких складається сердечник. VHTR керуватиметься подібно до поточних конструкцій PBMR, якщо в ньому використовується серцевина з гальковим шаром, керуючі стрижні будуть вставлені в навколишній графітовий відбивач. Контролю також можна досягти, додавши камінці, що містять поглиначі нейтронів.

### Проблеми з матеріалами
Висока температура, висока доза нейтронів і, якщо використовується охолоджувач розплавленої солі, корозійне середовище:46 VHTR вимагає матеріалів, які перевищують обмеження сучасних ядерних реакторів. У дослідженні реакторів покоління IV загалом (яких існує багато конструкцій, включаючи VHTR), Мурті та Чаріт припускають, що матеріали, які мають високу стабільність розмірів, з напругою чи без неї, зберігають свою міцність на розрив, пластичність, стійкість до повзучості тощо після старіння та стійкість до корозії є основними кандидатами для використання в VHTR. Деякі запропоновані матеріали включають суперсплави на основі нікелю, карбід кремнію, спеціальні сорти графіту, сталі з високим вмістом хрому та вогнетривкі сплави. Подальші дослідження проводяться в національних лабораторіях США щодо того, які конкретні проблеми необхідно вирішити в VHTR покоління IV перед будівництвом.

## Функції безпеки та інші переваги
Конструкція використовує переваги, властиві характеристикам безпеки охолоджуваного гелієм, графітового сповільнювача з особливими оптимізаціями конструкції. Графіт має велику теплову інерцію, а гелієвий теплоносій є однофазним, інертним і не має реакційної здатності. Сердечник складається з графіту, має високу теплоємність і структурну стабільність навіть при високих температурах. Паливо має покриття з оксикарбіду урану, що забезпечує високе вигоряння (наближається до 200 GWd/t) і зберігає продукти поділу. Висока середня температура ядра на виході VHTR (1000 °C) забезпечує виробництво високоякісного технологічного тепла без викидів. Реактор розрахований на 60 років служби.